# Нджала
Нджа́ла або Джа́ла (англ. Njala, Jala) — село у складі округу Бо Південної провінції Сьєрра-Леоне. Адміністративний центр вождівства Комбоя, та центр секції Сеї.
Село розташоване за 38 км на північний схід від центру округа міста Бо, з яким пов'язане автодорогою.

## Господарство
У селі діють 3 початкових школи, центр здоров'я.